# Brouwerij Van Den Bossche

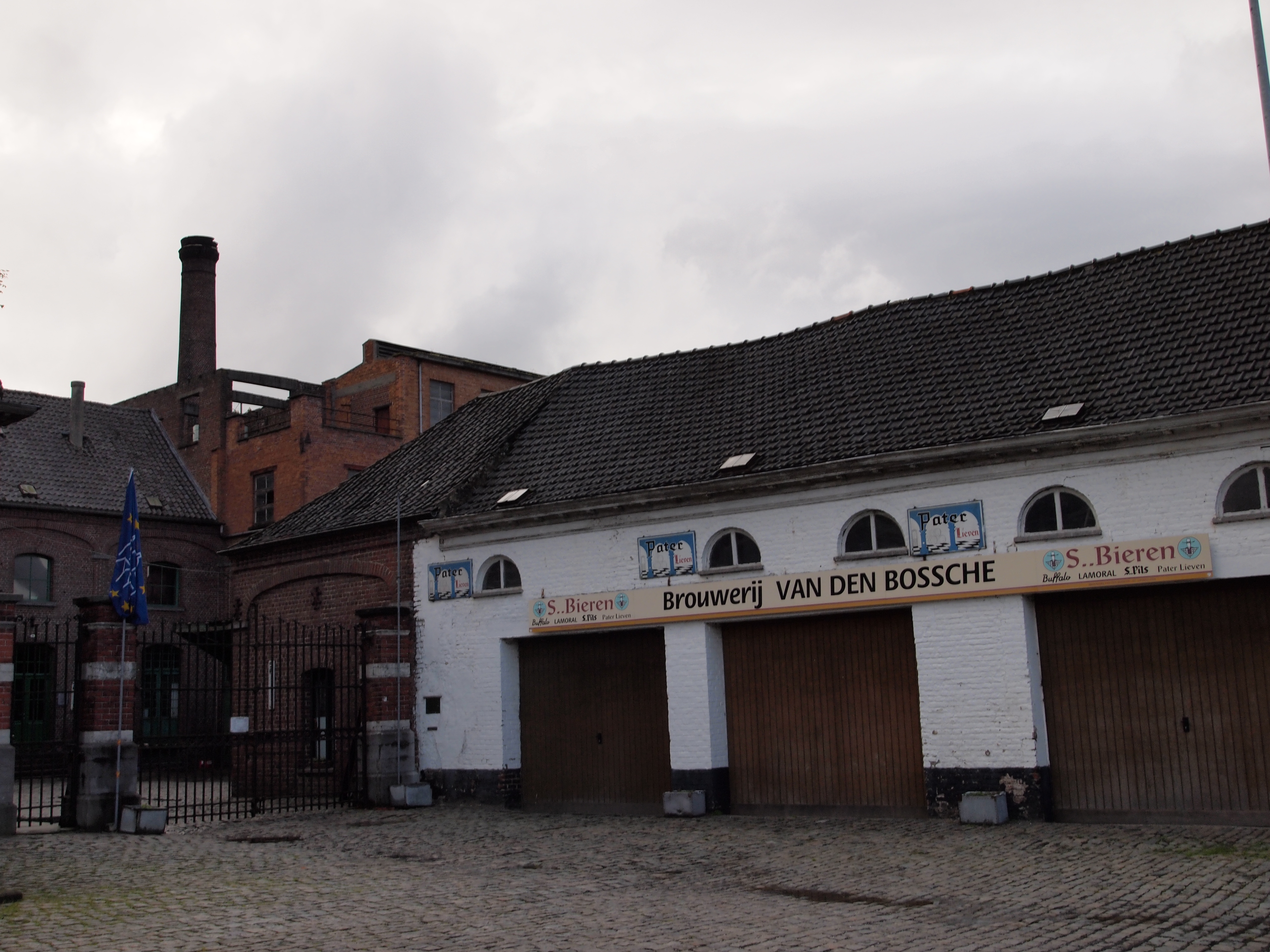
Aan het Sint-Lievensplein in Sint-Lievens-Esse

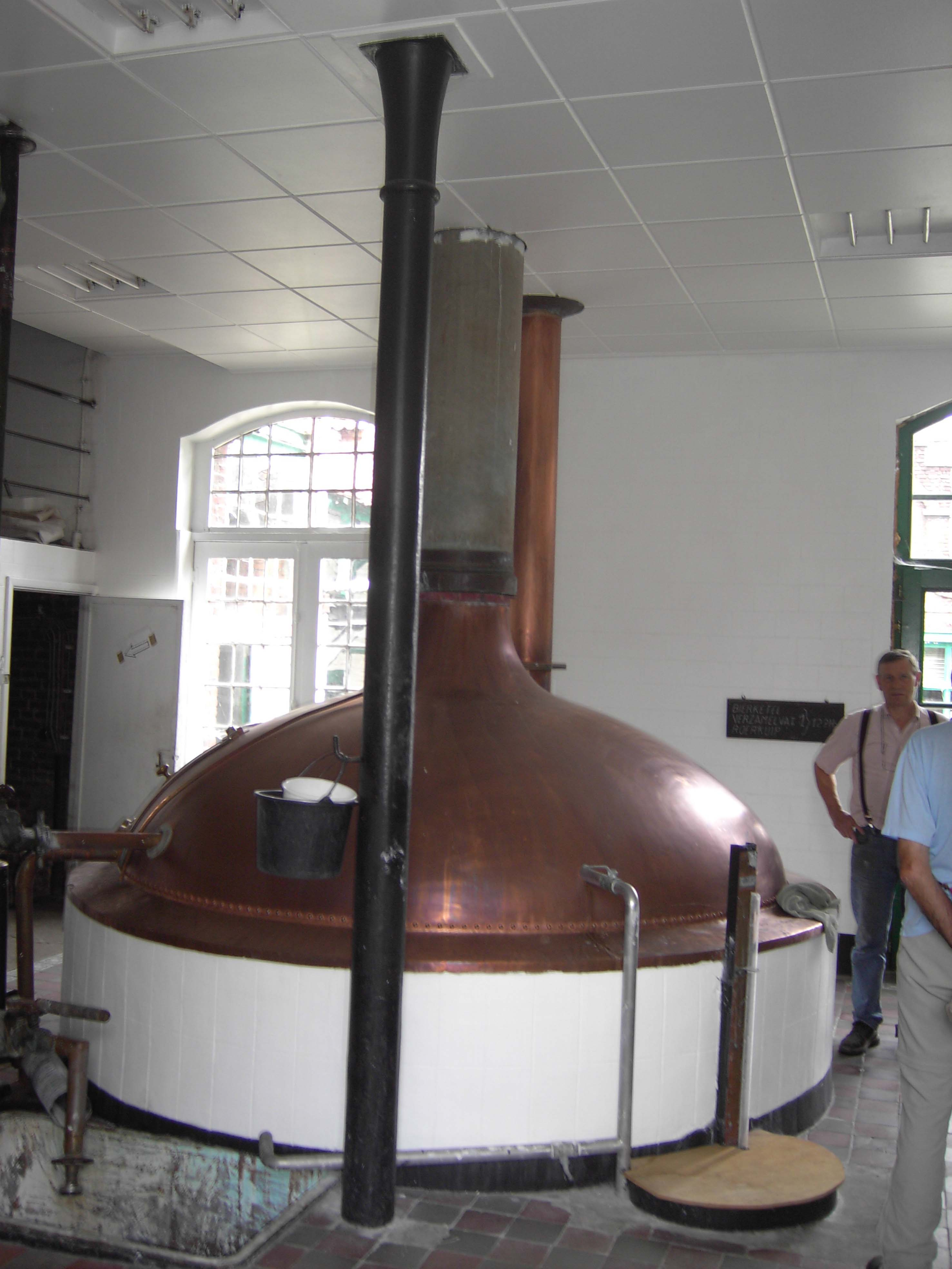
Brouwketel in Brouwerij Van Den Bossche.

Brouwerij Van Den Bossche is een brouwerij in het Belgische en Oost-Vlaamse Sint-Lievens-Esse, deelgemeente van Herzele. De brouwerij werd opgericht in 1897 en is nog altijd in handen van dezelfde familie.

## Geschiedenis
Rond 1830 stond er waar nu de brouwerij staat een boerderij met boomgaard. Via een erfenis kwam de toenmalige boerderij in handen van Julia de Clipelle (1839-1917) en haar echtgenoot August Van den Bossche (1817-1877). Na de dood van August Van den Bossche behield Julia de Clipelle de boerderij. Zij schonk vervolgens de boerderij aan haar jongste zoon Arthur Van den Bossche (1875-1925).Hij startte zijn brouwerij in 1897. Een groot deel van de boerderij werd gesloopt, waarna de brouwerij er werd op geplaatst. Opmerkelijk: Arthur Van den Bossche trouwde in 1901 met Leonora Eugenia Eulalia Callebaut (1875-1960), dochter van Charles Louis Callebaut, toenmalig zaakvoerder van brouwerij Callebaut, nu bekend om de chocolade. Na de dood van Arthur in 1925 bouwden zijn echtgenote en hun zonen Willy en Marc Van den Bossche het bedrijf verder uit. In 1975 kwam Ignace Van den Bossche, zoon van Marc, als vennoot in de brouwerij en in 1981 werd hij zaakvoerder. Sinds 2015 is de vierde generatie actief is in de brouwerij.

## Bieren
De bekendste bieren zijn Pater Lieven Blond, Pater Lieven Triple, Pater Lieven Bruin, Kerst Pater, Lamoral Degmont, Livinus en Buffalo, dat (volgens de brouwer) per toeval voor het eerst werd gebrouwen in 1907. Tijdens een voorstelling van het Circus Buffalo Bill in Sint-Lievens-Esse had door vergetelheid het productieproces een andere wending gekregen, maar het bier bleek desondanks in de smaak te vallen.